# Mikhail Voronin (cầu thủ bóng đá)
Mikhail Yuryevich Voronin (tiếng Nga: Михаил Юрьевич Воронин; sinh ngày 16 tháng 10 năm 1998) là một cầu thủ bóng đá người Nga. Anh thi đấu cho FSK Dolgoprudny.

## Sự nghiệp câu lạc bộ
Anh có màn ra mắt tại Giải bóng đá chuyên nghiệp quốc gia Nga cho F.K. Volga Tver vào ngày 9 tháng 4 năm 2017 trong trận đấu với F.K. Torpedo Vladimir.